# Hans-Jörg Albrecht
Hans-Jörg Albrecht (* 24. Januar 1950 in Eßlingen am Neckar) ist ein deutscher Rechtswissenschaftler und Kriminologe. Er ist emeritierter Direktor am Max-Planck-Institut für ausländisches und internationales Strafrecht (heute: Max-Planck-Institut zur Erforschung von Kriminalität, Sicherheit und Recht) und war dort Leiter der Abteilung Kriminologie.

## Leben
Albrecht studierte von 1968 bis 1973 Rechtswissenschaft und Soziologie an der Universität Tübingen und der Universität Freiburg und wurde ebendort 1979 an der Juristischen Fakultät promoviert, er habilitierte sich 1991 ebenfalls in Freiburg. Anschließend war er außerplanmäßiger Professor für Strafrecht und Nebengebiete an der Universität Konstanz.
Ab 1993 lehrte er als ordentlicher Professor für Strafrecht, Jugendstrafrecht, Strafvollzugsrecht und Kriminologie an der Technischen Universität Dresden. Von 1997 bis 2019 war Albrecht Direktor am Max-Planck-Institut für ausländisches und internationales Strafrecht (heute Max-Planck-Institut zur Erforschung von Kriminalität, Sicherheit und Recht) in Freiburg sowie Honorarprofessor an der örtlichen Universität. Er war Gastprofessor in Teheran, Cambridge und an fünf chinesischen Universitäten, nämlich an den Universitäten Wuhan, Hainan, Chinesische Volksuniversität, Pädagogische Universität Peking und Chinas Universität für Politik und Rechtswissenschaft. Er ist Ehrendoktor der Juristischen Fakultät der Universität Pécs in Ungarn und Mitglied im Beirat des Institut für interdisziplinäre Konflikt- und Gewaltforschung an der Universität Bielefeld.
Albrechts Arbeitsschwerpunkte sind Sanktionsforschung, Strafzumessung, Betäubungsmittelrecht und Betäubungsmittelkriminalität, Jugendkriminalität, Umweltkriminalität, organisierte Kriminalität, Hasskriminalität und Strafrechtsreformen in Übergangsgesellschaften.
Dem Instrument der Vorratsdatenspeicherung maß Albrecht bei der Verfolgung schwerer Kriminalität wenig Bedeutung zu. Ein entsprechendes Gutachten erstellte er im Auftrag des BMJ.